# Lupinus pusillus
Lupinus pusillus är en ärtväxtart som beskrevs av Frederick Traugott Pursh. Lupinus pusillus ingår i släktet lupiner, och familjen ärtväxter.

## Underarter
Arten delas in i följande underarter:
- L. p. intermontanus
- L. p. pusillus
- L. p. rubens

## Bildgalleri

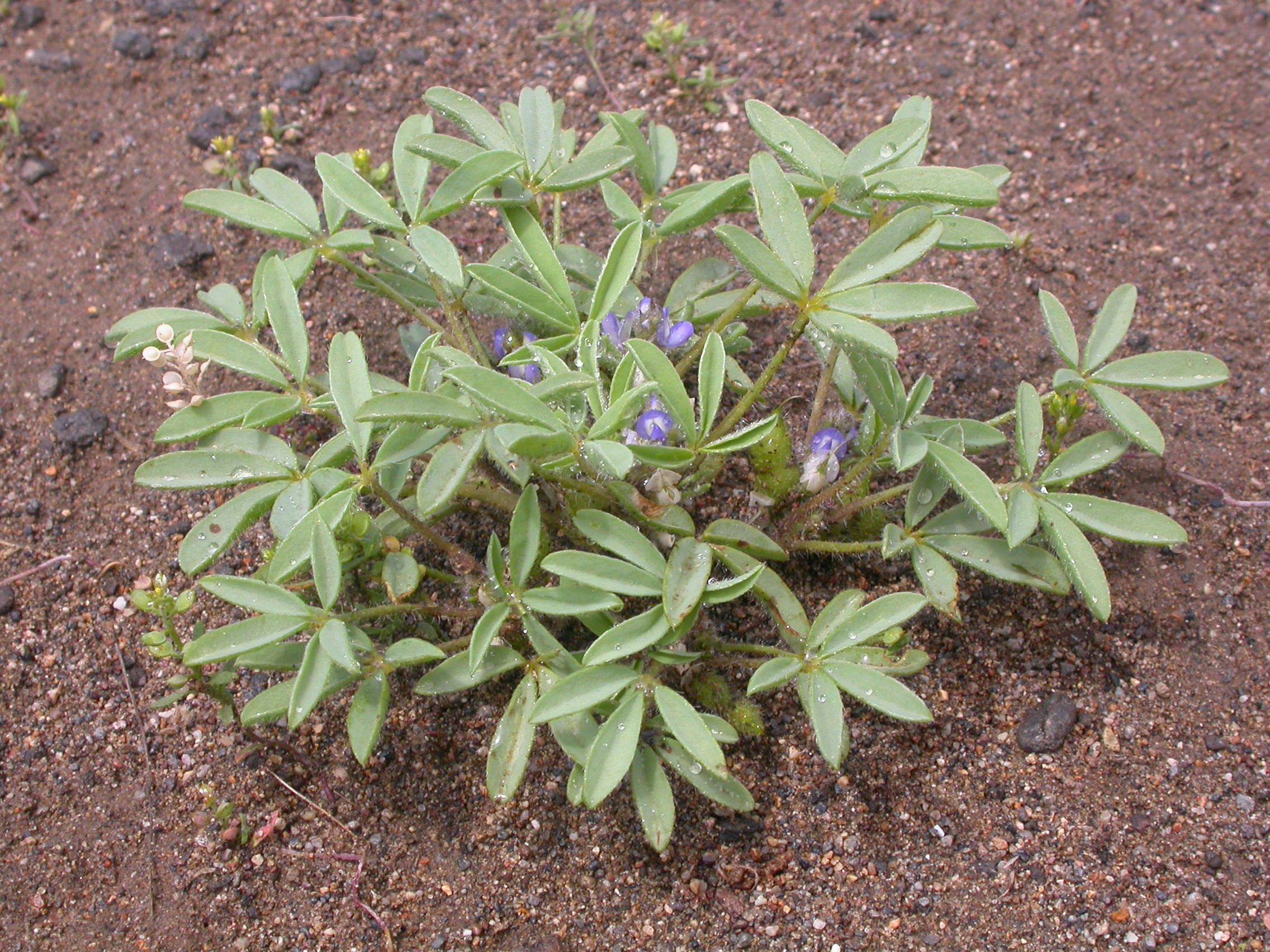
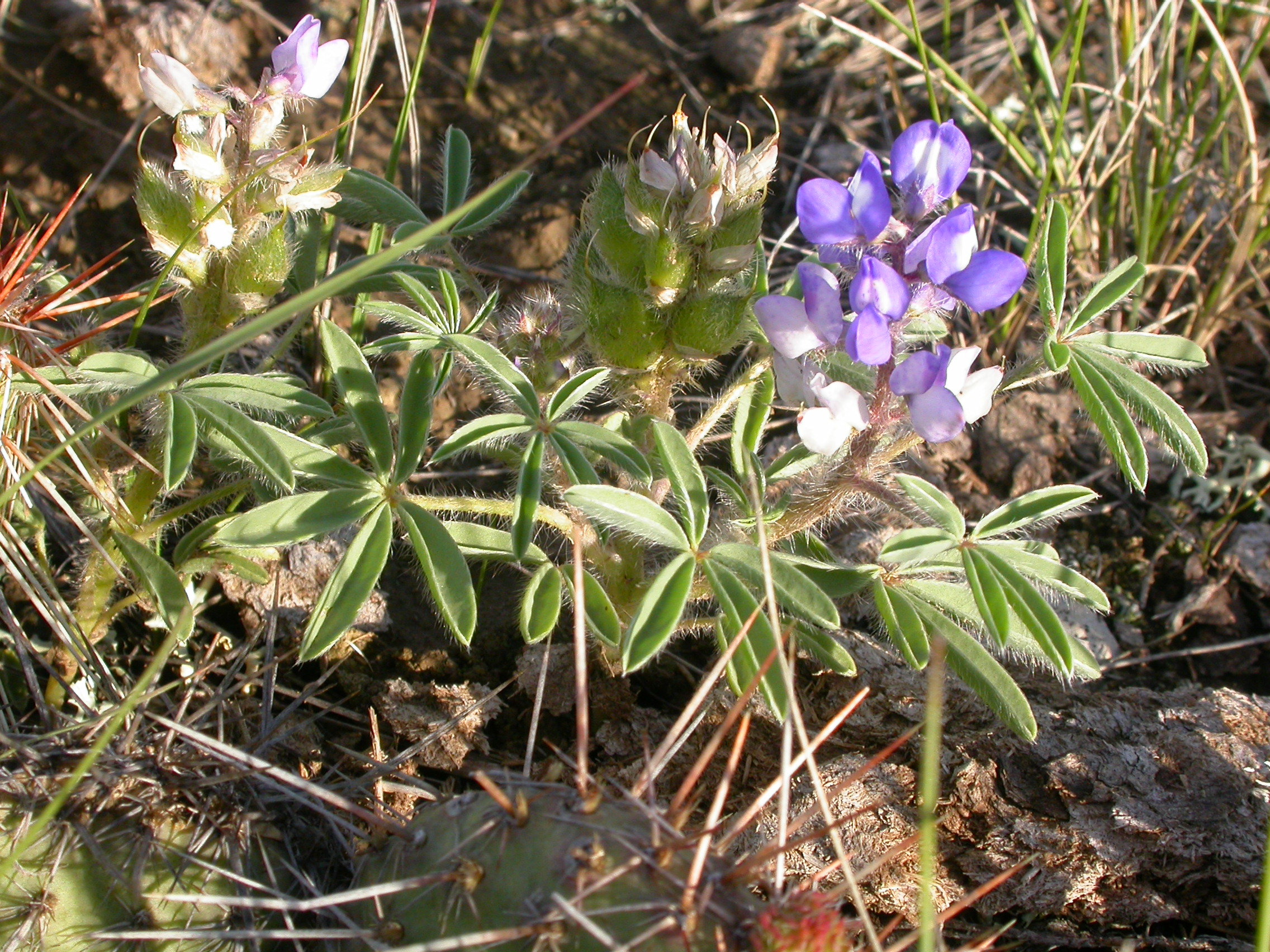
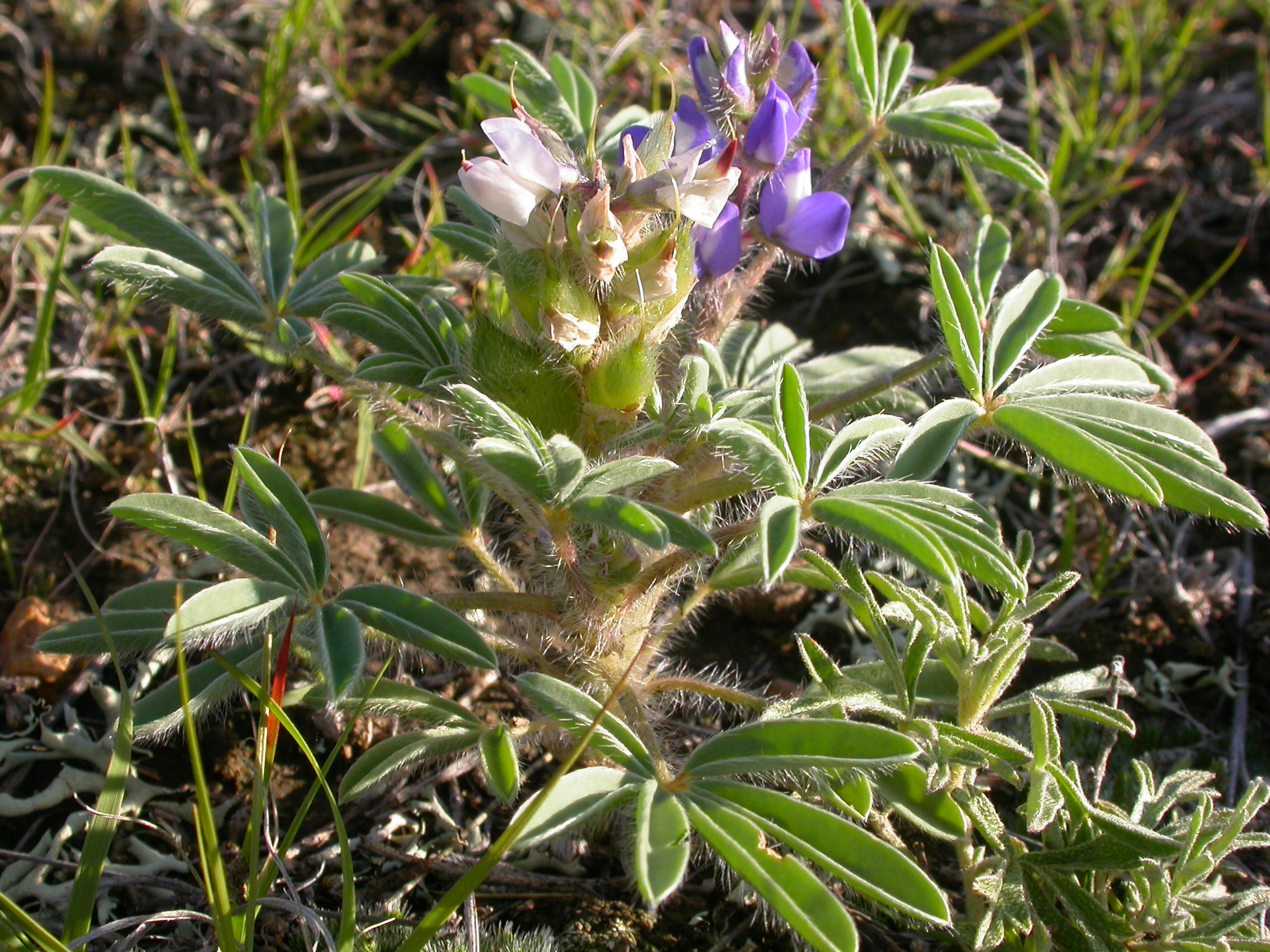
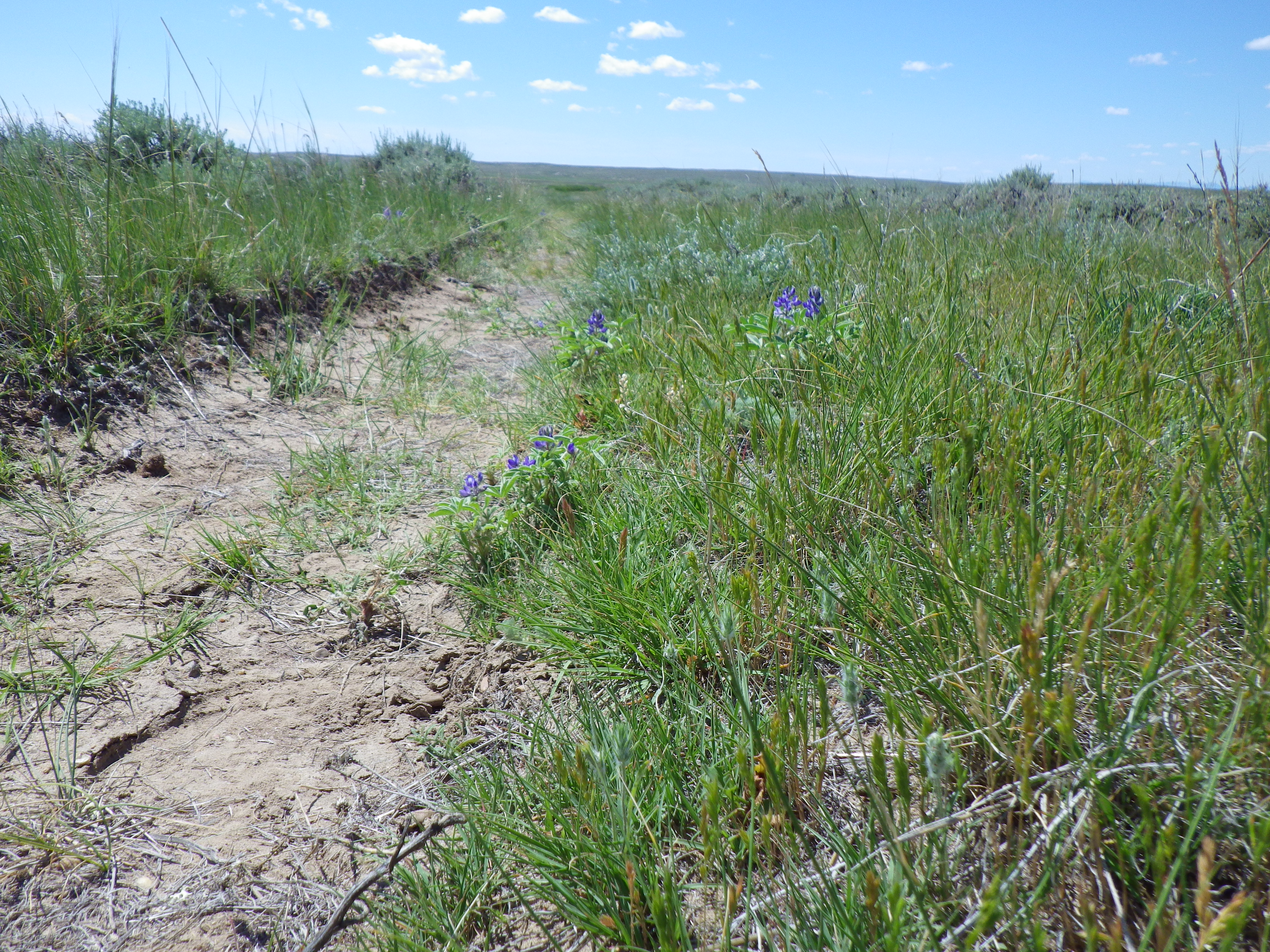